# Малък Катлабух
Малък Катлабух е река разположена в Южна Украйна, извира близо до село Саталък Хаджи, Болградски район, Одеска област. Дължината на реката е 43 км, а водосборния ѝ басейн 235 км2. Реката преминава през територията на Болградски и Измаилски район.